# Tipula pribilofensis
Tipula pribilofensis är en tvåvingeart som beskrevs av Alexander 1923. Tipula pribilofensis ingår i släktet Tipula och familjen storharkrankar. Inga underarter finns listade i Catalogue of Life.